# مونتيميليتو
مونتيميليتو (بالإيطالية: Montemiletto)‏ هي مدينة وكومونا في مقاطعة أفيلينو، بمنطقة كمبانية، جنوب إيطاليا.
يبلغ عدد سكانها 5400 نسمة.